# Boris Alexejewitsch Batanow
Boris Alexejewitsch Batanow (russisch Борис Алексеевич Батанов; * 15. Juli 1934 in Moskau; † 18. Juni 2004 ebenda) war ein russischer Fußballspieler, der im offensiven Mittelfeld bzw. im Angriff agierte.

## Laufbahn
Batanow begann seine Laufbahn als Erwachsenenfußballer 1955 bei FC SKChF Sewastopol und wechselte zum Spieljahr 1958 zu Zenit Leningrad.
Zwei Jahre später wechselte er zu Torpedo Moskau und gehörte zu den wenigen Spielern, die mit Torpedo beide sowjetischen Meistertitel der 1960er Jahre gewannen, die 1960 und 1965 erzielt wurden. Außerdem wurde er 1961 und 1964 mit Torpedo Vizemeister. Ferner gewann Batanow mit Torpedo einmal den Fußballpokal der Sowjetunion (1960) und erreichte in zwei weiteren Fällen die Finalspiele (1961 und 1966).
Während seiner Zeit bei Torpedo absolvierte er auch seinen einzigen Länderspieleinsatz für die Fußballnationalmannschaft der UdSSR, das diese (mit insgesamt fünf Spielern von Torpedo) am 18. Juni 1961 im Rahmen der WM-Qualifikation 1962 mit 1:0 gegen die Türkei gewann.
Batanow beendete seine aktive Laufbahn 1967 in Diensten von Wolga Gorki.

## Erfolge
- Sowjetischer Meister: 1960. 1965
- Sowjetischer Pokalsieger: 1960